# Latrell Schaumkel

a Compétitions nationales et continentales officielles uniquement.

b Matchs officiels uniquement.
Latrell Schaumkel, né le 22 juillet 1994 à Auckland, est un joueur de rugby à XIII néo-zélandais évoluant aux divers postes d'ailier, de centre ou d'arrière dans les années 2010 et 2020. Formé à Manly-Warringah dans ses sections jeunes, il reste quelques saisons dans l'anti-chambre de la National Rugby League à North Sydney puis Newtown avant de tenter l'expérience à l'étranger en rejoignant le Championnat de France et Villeneuve-sur-Lot. Révélation de la saison 2020, il s'engage par la suite avec Toulouse et y remporte le Championship en 2021 permettant au club toulousain d'intégrer pour la première fois la Super League.
En raison de ses origines niuéenne, il prend part en 2018 aux rencontres internationales de la sélection de Niue.

## Palmarès
- Collectif :
  - Vainqueur du Championship : 2021 (Toulouse).